# Francis Xavier Ford
Francis Xavier Ford, né le 11 janvier 1892 à Brooklyn et mort le 21 février 1952 à Canton en Chine, est un prêtre catholique américain qui fut missionnaire en Chine, et martyrisé en 1952. Il est considéré comme serviteur de Dieu par l'Église catholique.

## Biographie
Francis Xavier Ford est le fils d'Austin Brendan Ford et de son épouse, née Elizabeth Rellihan. Il poursuit ses études au Cathedral College de New York, puis au séminaire de Maryknoll, dont il fut le premier séminariste inscrit. Il est ordonné prêtre au sein de cette nouvelle société missionnaire, le 5 décembre 1917.

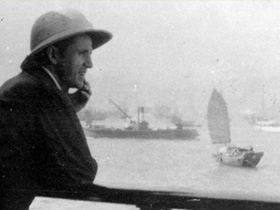
Débuts du P. Ford en Chine.

Le P. Ford est envoyé en 1918 en mission dans le sud de la Chine, à Yeong Kong et ouvre le premier séminaire de la société de Maryknoll en Chine, en 1921. Il est ensuite nommé préfet apostolique de Kaying (aujourd'hui Jiaying, ou Meizhou), nouvelle mission du nord de la province de Kwangtung en 1929 (où il est arrivé en octobre 1925 à l'appel d'Adolphe Rayssac), et en même temps évêque titulaire d'Etenna (de). Il devient vicaire apostolique de ce territoire en 1935.

## Ministère
En vingt ans de mission, Francis Ford accroît le nombre de catholiques de neuf mille baptisés à vingt mille baptisés. Il construit des écoles, des hôpitaux et des dispensaires, ainsi que des églises. Il joue un rôle déterminant dans la fondation du premier couvent outremer des Sœurs de Maryknoll en Chine. Il sacre évêque son confrère Adolph John Paschang (nommé vicaire apostolique de Kongmoon) le 30 novembre 1937 à Hong Kong. La Chine est envahie par le Japon en 1937. Lorsque l'attaque de Pearl Harbour se produit le 7 décembre 1941, provoquant l'entrée en guerre des États-Unis, Ford reste à son poste dans les années qui suivent. Il aide des aviateurs alliés à s'échapper, ainsi que des combattants chinois. Il porte assistance aux réfugiés. La guerre civile reprend entre 1946 et 1949.
Les communistes de Mao Tsé-Toung prennent le pouvoir sur l'ensemble du territoire le 1er octobre 1949. Francis Ford est mis sous arrêt dans sa maison par les communistes chinois en décembre 1950, ainsi que sa secrétaire, Sœur Joan Marie, sur accusation d'espionnage. La guerre de Corée bat son plein. quatre mois plus tard, il est promené sous les yeux de la foule, battu en public, jusqu'à l'évanouissement, insulté dans plusieurs de ses anciennes paroisses, puis envoyé en prison. La dernière fois que sa secrétaire l'a vu vivant, c'était en février 1952 quelque temps avant sa mort. Ses cheveux avaient totalement blanchi, alors qu'il était brun auparavant, et il était si émacié qu'un gardien le traitait de « sac à patates ». Il subit la torture en prison et il meurt de ses blessures.
Francis Ford est le premier martyr de la Société de Maryknoll, il sera suivi en 1980 de religieuses de la Société au Salvador, dont une cousine, Ita Ford (1940-1980). Sa dépouille ne fut jamais retrouvée.

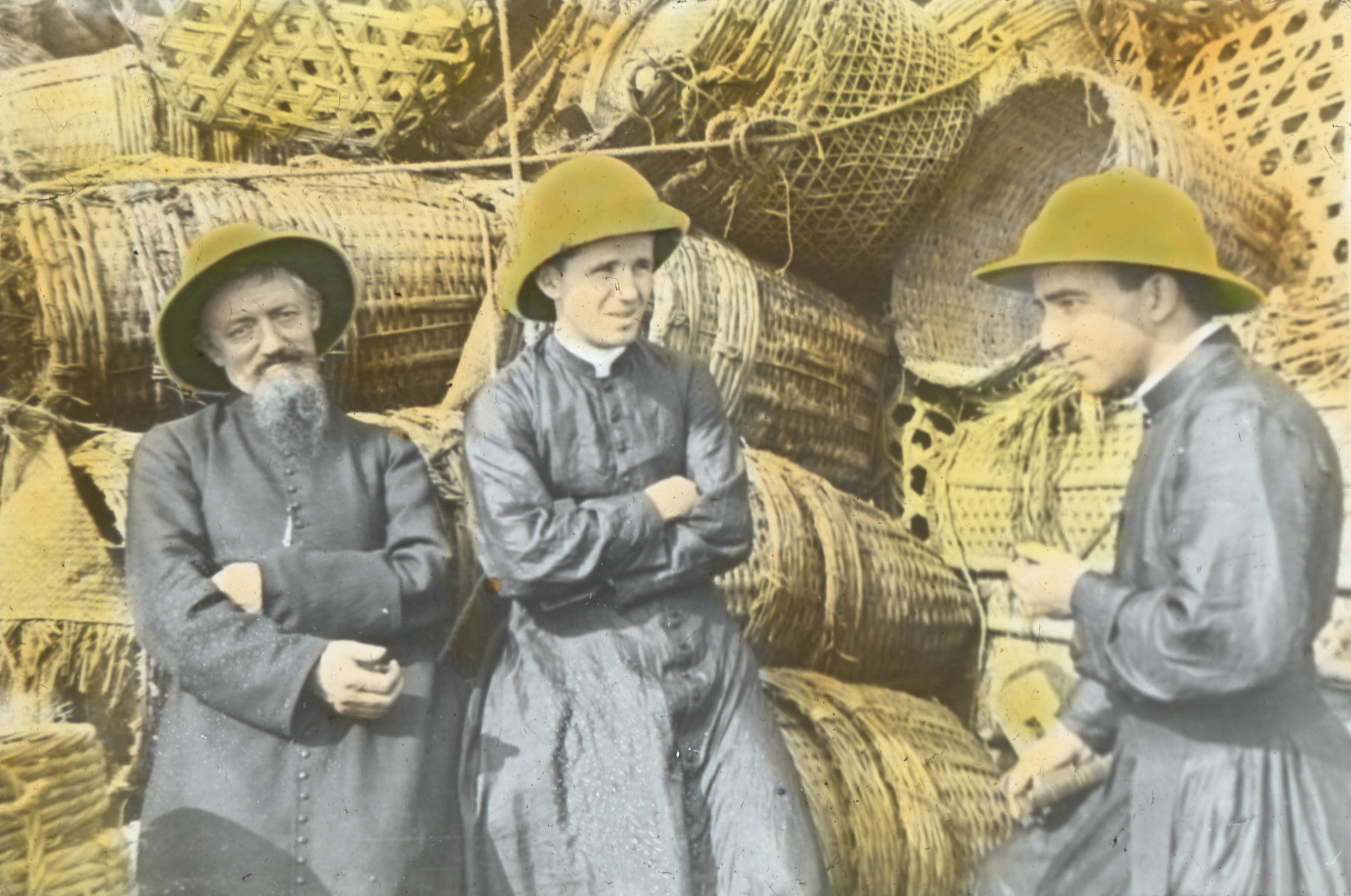
Portrait des pères de Maryknoll Auguste Gauthier (1868-1927), James Edward Walsh et Francis Xavier Ford (à droite), diapositive de lanterne colorisée.

## Procès de canonisation
John Vesey, le pasteur de l'église catholique St Michael à Flushing, Queens, est le postulateur de la cause.

## Mémoire
Le diocèse de Brooklyn a donné son nom en 1962 à l'une de ses écoles secondaires devenue la Bishop Ford Central Catholic High School

## Œuvres
- (en) Stone in the King's Highway, New York, McMullen, 1953
- (en) Come Holy Ghost, New York, Orbis Books, 1976

## Source
- (en) Cet article est partiellement ou en totalité issu de l’article de Wikipédia en anglais intitulé « Francis Xavier Ford » (voir la liste des auteurs).